# Пермская агломерация
Пе́рмская агломера́ция — городская агломерация Перми в одноимённом крае с численностью населения порядка 1,3 млн чел., одна из крупнейших на Урале.

## Состав
Согласно «Схеме территориального планирования Пермского края», в состав агломерации входят, помимо собственно городского округа Перми, территории 6 муниципальных образований региона: ЗАТО Звёздного и Пермского муниципального района, а также Добрянского, Ильинского, Краснокамского и Нытвенского городских округов.

## Характеристика
Является в некоторой мере межрегиональным центром социально-экономического развития и притяжения для Урала.
В постсоветское время город-ядро испытывал значительную депопуляцию (около 100 тыс.) и к 2004 году выбыл из числа городов-миллионеров. Однако в настоящее время наблюдается значительный рост рождаемости и уменьшение смертности населения в городе. За счёт этого, а также изменения методики учёта миграции (в миграционный прирост начали включать не только вновь зарегистрированных по месту жительства, но также и по месту временного пребывания, если срок такого пребывания составляет 9 месяцев и более, что почти утроило показатели валового миграционного прироста), к концу 2011 года вернул статус города-миллионера.
Агломерация протянулась более чем на 90 км вдоль р. Камы. В неё входят: г. Пермь, город-спутник Краснокамск и его пригороды, кроме того п. Сылва, п. Старые Ляды, п. Полазна, д. Кондратово, д. Песьянка и другие населённые пункты Пермского района.